# Туркевич Василь Степанович
Василь Степанович Туркевич (11 січня 1904, село Криків, тепер Кам'янець-Подільського району Хмельницької області — ?) — український радянський діяч органів прокуратури, прокурор Дрогобицької та Херсонської областей. Депутат Дрогобицької обласної ради депутатів трудящих.

## Життєпис
Народився в селянській родині.
Член ВКП(б). Працював в органах прокуратури УСРР.
З серпня 1941 року служив у Червоній армії, учасник німецько-радянської війни. Був на військово-політичній та прокурорській роботі в 99-й, 247-й, 88-й гвардійській, 359-й стрілецьких дивізіях РСЧА. У квітні 1942 року поранений, лікувався у військових госпіталях. У липні 1942 року демобілізований із Червоної армії.
З травня 1945 року — слухач відділення обласних працівників Республіканської партійної школи при ЦК КП(б)У. Закінчив екстерном юридичний факультет Київського державного університету.
До листопада 1946 року — заступник прокурора Кам'янець-Подільської області із спеціальних справ.
У листопаді 1946 — 1949 року — прокурор Дрогобицької області.
На 1949 — листопад 1959 року — прокурор Херсонської області.
З листопада 1959 року — на пенсії.

## Звання
- військовий юрист 3-го рангу
- радник юстиції
- старший радник юстиції

## Нагороди
- орден Червоної Зірки (27.05.1947)
- медаль «За перемогу над Німеччиною у Великій Вітчизняній війні 1941—1945 рр.» (1945)